# Brahmenau
Brahmenau är en kommun och ort i Landkreis Greiz i förbundslandet Thüringen i Tyskland.
Kommunen ingår i förvaltningsgemenskapen Am Brahmetal tillsammans med kommunerna Bethenhausen, Großenstein, Hirschfeld, Korbußen, Pölzig, Reichstädt och Schwaara.